# Brachypterois serrulifer
Brachypterois serrulifer là một loài cá biển thuộc chi Brachypterois trong họ Cá mù làn. Loài này được mô tả lần đầu tiên vào năm 1938.

## Từ nguyên
Từ định danh serrulifer được ghép bởi hai âm tiết trong tiếng Latinh: serrula ("răng cưa") và fero ("mang theo"), hàm ý đề cập đến những hàng gai nhỏ trên đỉnh đầu của loài cá này, đặc trưng của chi cá mù làn này.

## Phân bố
B. serrulifer trước đây được cho là đồng nghĩa của Brachypterois serrulata, nhưng sau này đã được tách thành một loại hợp lệ. B. serrulata thực sự chỉ giới hạn ở Tây Bắc Thái Bình Dương.
B. serrulifer có phân bố rộng khắp Ấn Độ Dương - Thái Bình Dương, từ Biển Đỏ và vịnh Ba Tư về phía đông đến Philippines và biển Timor, ngược lên phía bắc đến tỉnh Kōchi (Nam Nhật Bản), xa nhất ở phía nam đến Madagascar và Bắc Úc, được tìm thấy ở độ sâu đến ít nhất là 360 m.

## Mô tả
Chiều dài cơ thể lớn nhất được ghi nhận ở B. serrulifer là 15,5 cm.
Có gai ở sống giữa bên của hàm trên ở cá thể trên 6 cm. Đầu và thân màu nâu phớt hồng, lưng sẫm màu hơn. Một đốm đen lớn cỡ ổ mắt trên nắp mang. Có 5 dải màu nâu đỏ đến nâu trên đầu, 5 dải sọc dọc màu tương tự hoặc sẫm mờ ở hai bên thân. Vây lưng có một đốm lớn màu đỏ sẫm đến nâu lan rộng từ khoảng giữa gai thứ 6 và 9; khoảng 4–5 hàng chấm đỏ trên phần tia mềm. Vây hậu môn có khoảng 5 đường chấm đỏ sẫm. Vây ngực màu nâu sẫm, với khoảng 6–8 sọc mảnh màu đỏ sẫm. Vây bụng sẫm hơn ở rìa, cũng có khoảng 5–8 sọc mảnh, đỏ sẫm. Màng vây đuôi trong mờ với dải viền rìa đỏ sẫm (hơi dày hơn ở cá thể nhỏ) với khoảng 20–60 chấm nhỏ màu đỏ sẫm hoặc nâu, kể cả trên tia vây đuôi. Mắt màu vàng óng; mống mắt xanh lam đậm.
Các mẫu vật được thu thập từ Ấn Độ Dương có số lượng đốm trên vây đuôi tương đối ít hơn nhưng lại có kích thước lớn hơn so với các mẫu vật ở Thái Bình Dương. Vì không tìm thấy sự khác biệt đáng kể nào giữa hai quần thể này nên đây được coi là các biến thể địa lý của B. serrulifer. Ở B. serrulata, cá đực thường có số gai nhiều hơn trên các bờ hàm dưới, và ngạnh sau tuyến lệ phát triển hơn. B. serrulifer nhiều khả năng cũng có các đặc điểm dị hình giới tính tương tự như vậy.
Số gai ở vây lưng: 12–13; Số tia vây ở vây lưng: 9–11; Số gai ở vây hậu môn: 3; Số tia vây ở vây hậu môn: 4–5; Số tia vây ngực: 15–17.

## Sinh thái
Một nghiên cứu phân tích chất trong dạ dày cho thấy B. serrulifer ăn các loài tôm và cá nhỏ.
Một báo cáo về sinh học sinh sản của B. serrulata tại bờ biển Visakhapatnam (bờ đông Ấn Độ) có lẽ là nhầm lẫn với B. serrulifer, do chưa có ghi nhận của  B. serrulata tại Ấn. Theo đó, B. serrulifer sinh sản quanh năm, nhưng đạt đỉnh điểm vào tháng 1 và tháng 2. Thuần thục sinh dục được ước tính là 10,8 cm (chiều dài tổng) đối với cá cái.